# Steenweg (Roermond)
De Steenweg is een winkelstraat in de binnenstad van de Nederlandse stad Roermond. Deze loopt vanaf het Munsterplein (met de Munsterkerk), de Paredisstraat en de Sint Christoffelstraat, waar hij in overgaat, tot aan de Bergstraat, Schoenmakkersstraat en de Varkensmarkt die in het verlengde hiervan ligt. De Steenweg is een drukbezochte winkelstraat met veel winkels.
Diverse panden in de straat zijn rijksmonument, zoals Steenweg 2.

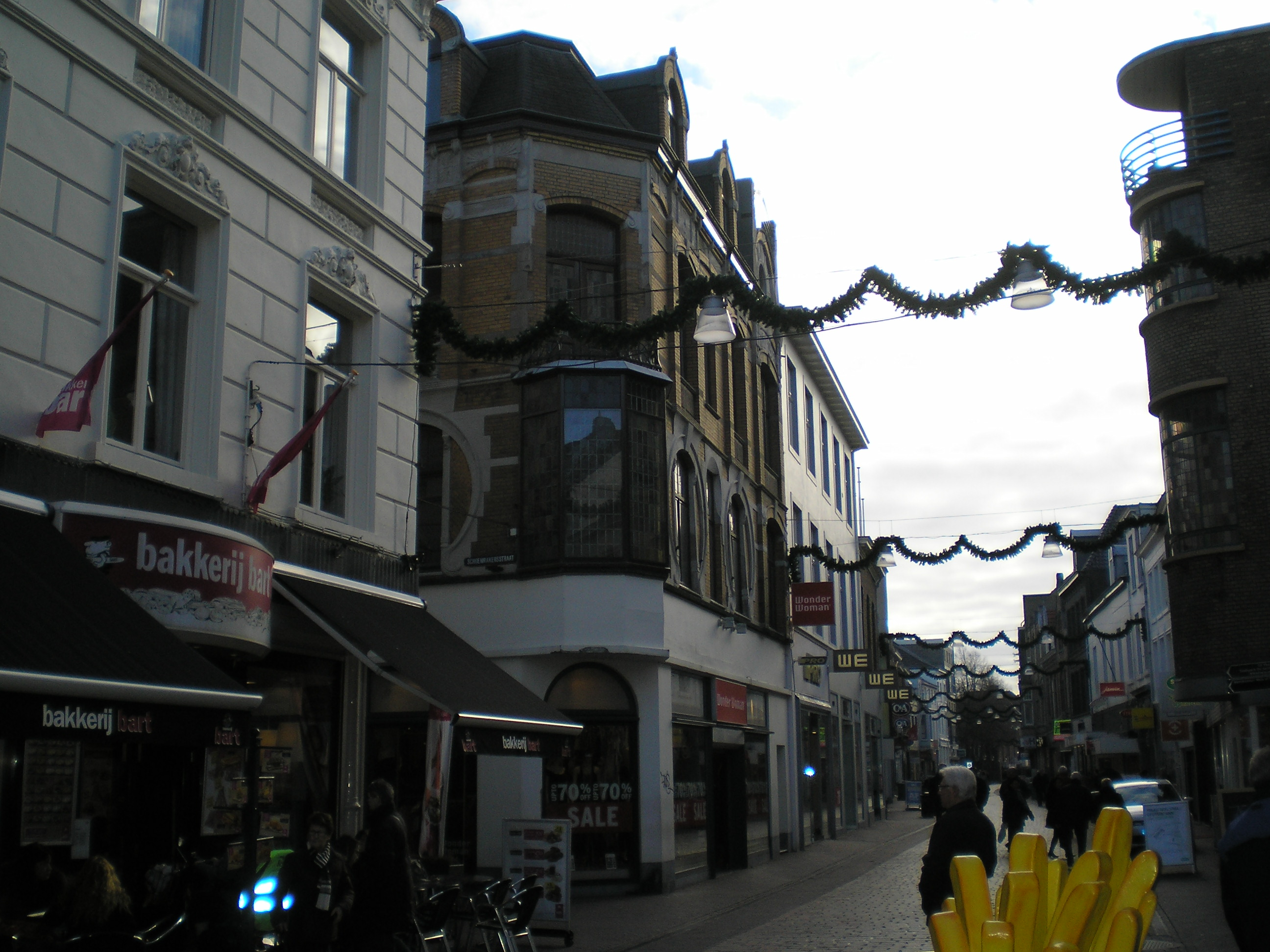
Hoek Steenweg en Schoenmakersstraat te Roermond in Nederland
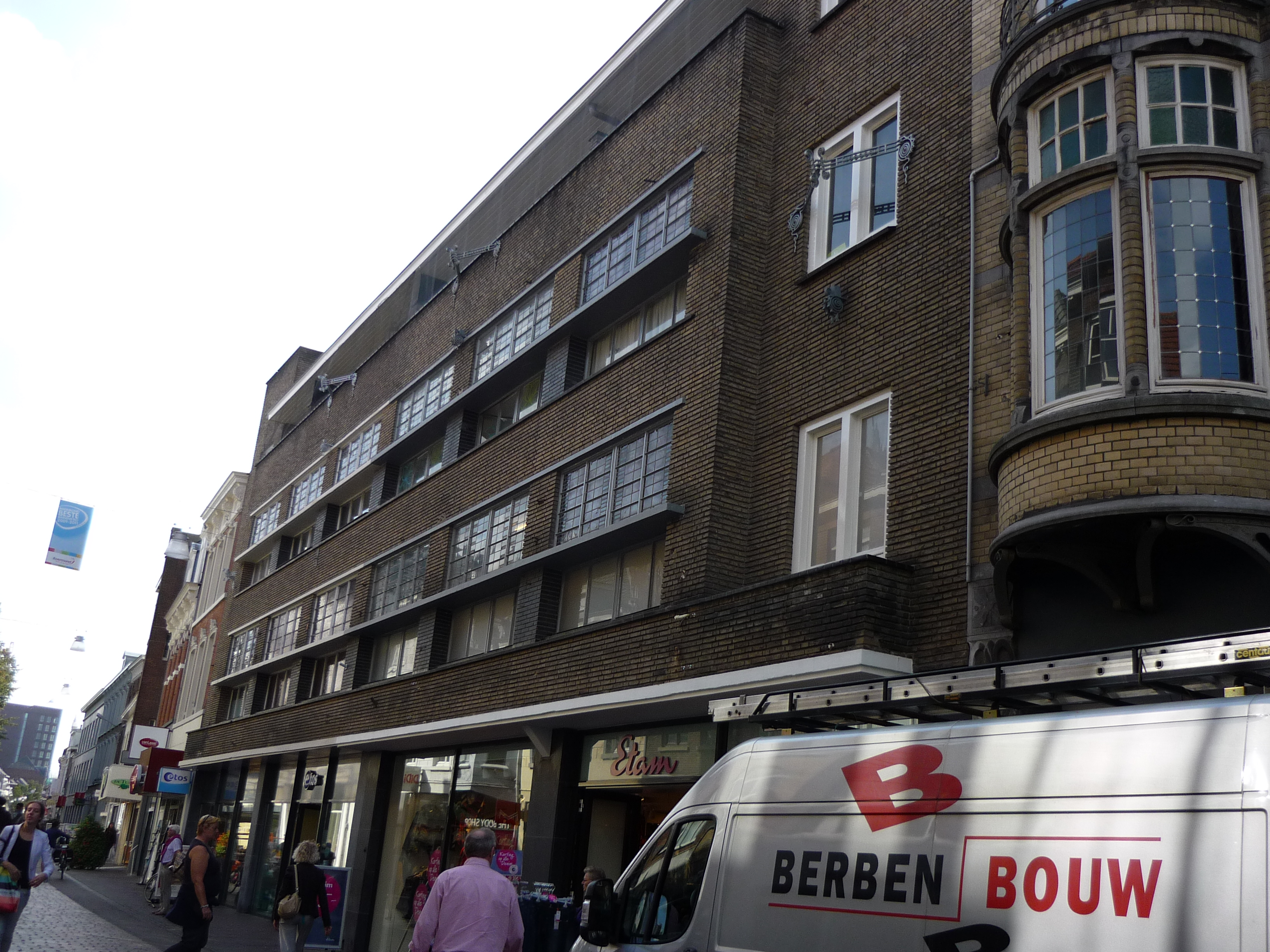
Winkelstraat aan de Steenweg te Roermond in Nederland